# Грабовац Бански
Грабовац Бански је насељено место у саставу града Петриње, у Банији, Република Хрватска.

## Историја
Грабовац Бански се од распада Југославије до августа 1995. године налазио у Републици Српској Крајини.

### Други свјетски рат
У петрињском срезу, само у Банском Грабовцу крајем јула 1941. убијено је око 2.000 Срба из истог места и око 2.000 из других крајева.

## Становништво
На попису становништва 2011. године, Грабовац Бански је имао 200 становника.

## Попис 1991.
На попису становништва 1991. године, насељено место Грабовац Бански је имало 552 становника, следећег националног састава:
| Попис 1991.‍  | Попис 1991.‍  | Попис 1991.‍ | Попис 1991.‍ | Попис 1991.‍ |
| ------------ | ------------ | ----------- | ----------- | ----------- |
|              |              |             |             |             |
| Срби         | Срби         |             | 486         | 88,04%      |
| Југословени  | Југословени  |             | 31          | 5,61%       |
| Хрвати       | Хрвати       |             | 26          | 4,71%       |
| Муслимани    | Муслимани    |             | 2           | 0,36%       |
| Мађари       | Мађари       |             | 1           | 0,18%       |
| неопредељени | неопредељени |             | 6           | 1,08%       |
| укупно: 552  |              |             |             |             |